# Promecognathus laevissimus
Promecognathus laevissimus is een keversoort uit de familie van de loopkevers (Carabidae). De wetenschappelijke naam van de soort is voor het eerst geldig gepubliceerd in 1829 door Dejean. Hij komt voor in Noord-Amerika.